# سایریندا فاکس
سایریندا فاکس (انگلیسی: Cyrinda Foxe؛ ۲۲ فوریهٔ ۱۹۵۲ – ۷ سپتامبر ۲۰۰۲) یک بازیگر و مانکن آمریکایی ارمنی‌تبار بود که بیشتر برای بازی در فیلم اندی وارهول بد (۱۹۷۷) شناخته می‌شود. او با دیوید یوهانسن از گروه پروتو پانک نیویورک دالز و استیون تایلر از گروه هارد راک آئروسمیت ازدواج کرد. او مادر میا تایلر است.

### اوایل زندگی
فاکس در خانواده ای ارمنی با نام کاتلین ویکتوریا هتزکیان در سانتا مونیکا کالیفرنیا زاده شد. او در یک خانواده بدرفتار بزرگ شد. پس از فارغ‌التحصیلی از دبیرستان، قبل از اقامت در شهر نیویورک، مدت کوتاهی در تگزاس زندگی کرد، جایی که به عنوان دستیار گرتا گاربو مشغول به کار شد. او بعداً نام خود را تغییر داد و به کانزاس سیتی مکس، یک کلوپ شبانه محبوب منهتن رفت و آمد کرد و در فیلم اندی وارهول بد (۱۹۷۷) به کارگردانی اندی وارهول ظاهر شد.